# Platyzosteria incurva
Platyzosteria incurva es una especie de cucaracha terrestre del género Platyzosteria, tribu Polyzosteriini, subfamilia Polyzosteriinae. Fue descrita científicamente por Shaw en 1918.

## Distribución
Se distribuye por Oceanía: Australia (Queensland).